# Liste des phares de Cuba

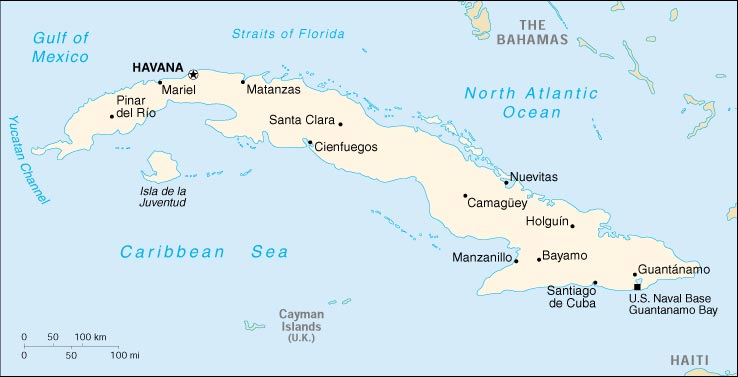
Carte de l'île de Cuba

Liste des phares de Cuba : De nombreux phares cubains ne sont pas automatisés et des gardiens sont sur place dans la plupart des endroits. Certaines des stations sont composées de gardiens civils, mais certaines sont des postes militaires strictement limités.
Les aides à la navigation à Cuba sont gérées par la division Ayuda a la Navegación du Grupo Empresarial Geocuba.

## Île de la Jeunesseetarchipel des Canarreos
- Phare de Carapachibey
- Phare de Cayo Guano del Este

## Province de Pinar del Río
- Phare de Cabo Corrientes

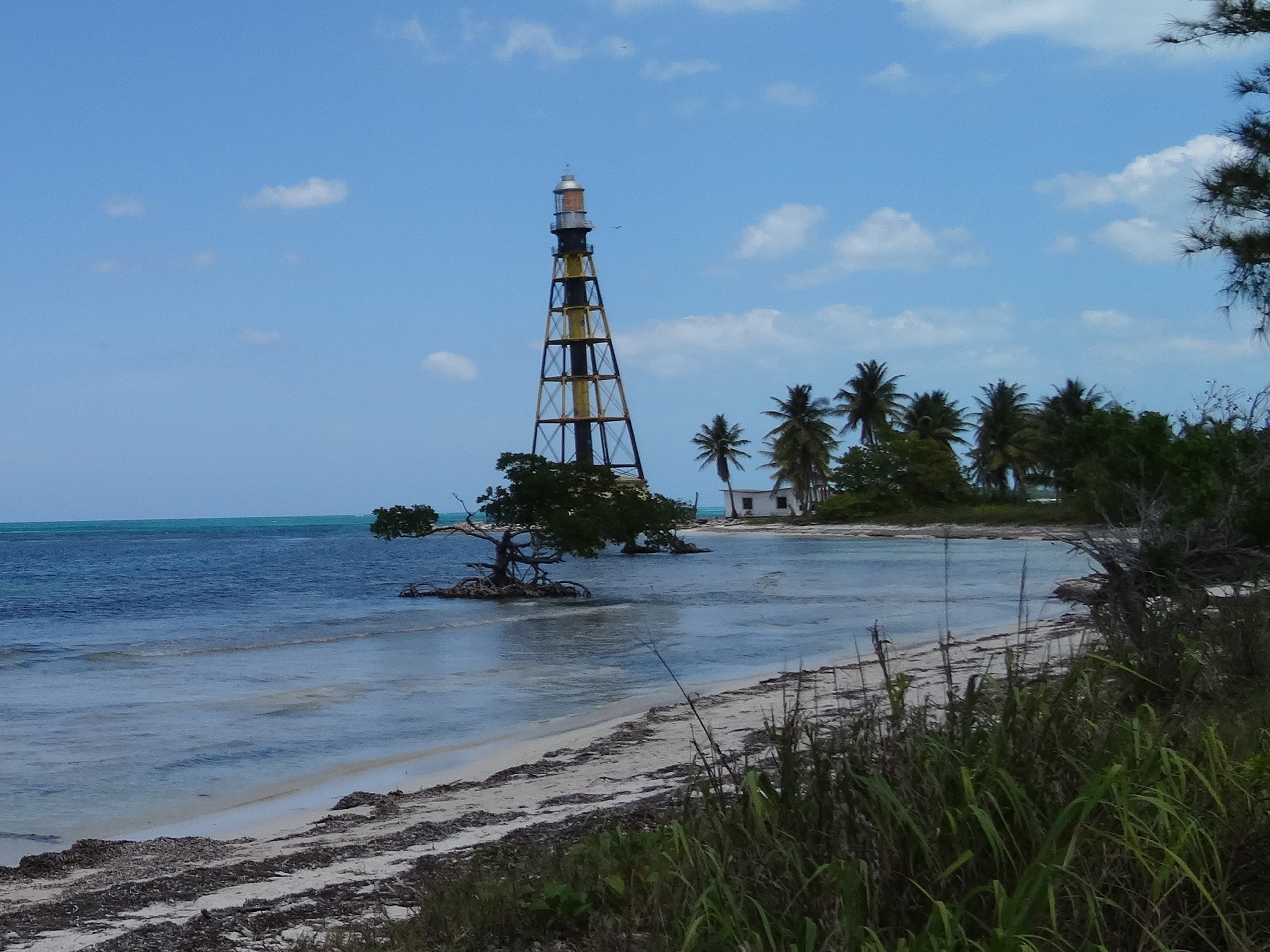
Cayo Jutías

- Phare du cap San Antonio (phare de Roncali)
- Phare de Cayo de Buenavista
- Phare de Cayo Jutías

## Province d'Artemisa

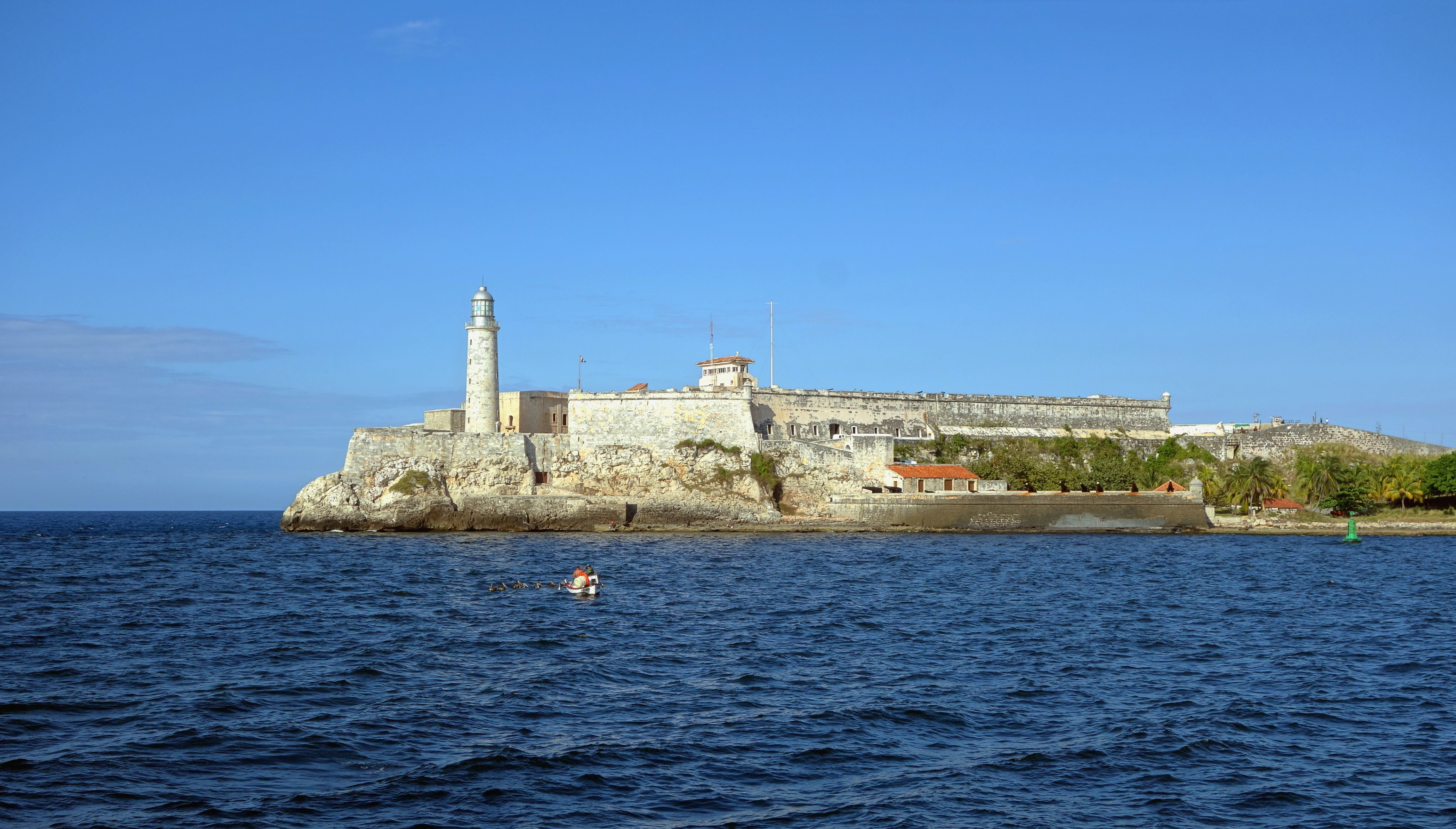
Castillo del Morro

- Phare de Punta Gobernadora
- Phare du port de Mariel
- Phare de Río Santa Ana

## La Havane
- Phare de la darse de Barlovento
- Phare de Castillo del Morro

## Province de Mayabeque
- Phare de Canasí
- Phare du Río Jaruco
- Phare de Batabanó

## Province de Matanzas
- Phare de Punta Seboruco
- Phare de Punta Maya
- Phare de Cayo Piedras del Norte
- Phare de Cayo Cruz del Padre
- Phare de Playa Girón
- Phare de Cayo Piedras del Sur

## Province de Cienfuegos
- Phare de Río Yaguanabo
- Phare de Punta de los Colorados

## Province de Villa Clara
- Phare de Cayo Bahía de Cádiz
- Phare de Cayo Fragoso
- Phare de Cayo Francés

## Province de Sancti Spíritus
- Phare de Cayo Caimán Grande de Santa Maria
- Phare de Cayo Blanco de Zaza
- Phare de Cayo Blanco de Casilda

## Province de Ciego de Ávila
- Phare de Cayo Jaula
- Phare de Cayo Paredón Grande (phare Diego Velázquez)
- Phare de Cayo Breton

## Province de Camagüey
- Phare de Cayo Confites
- Phare de Punta Maternillos (phare de Colón)
- Phare de Nuevitas
- Phare de Cayo Cabeza del Este
- Phare de Cayo Cachiboca
- Phare de Cayo Santa Maria

## Province de Las Tunas
- Phare de Punta Roma
- Phare de Punta Mestelero
- Phare de Punta Piedra del Mangle

## Province de Holguín
- Phare de Punta Rasa
- Phare de Puerto de Vita
- Phare de Punta Sotavento

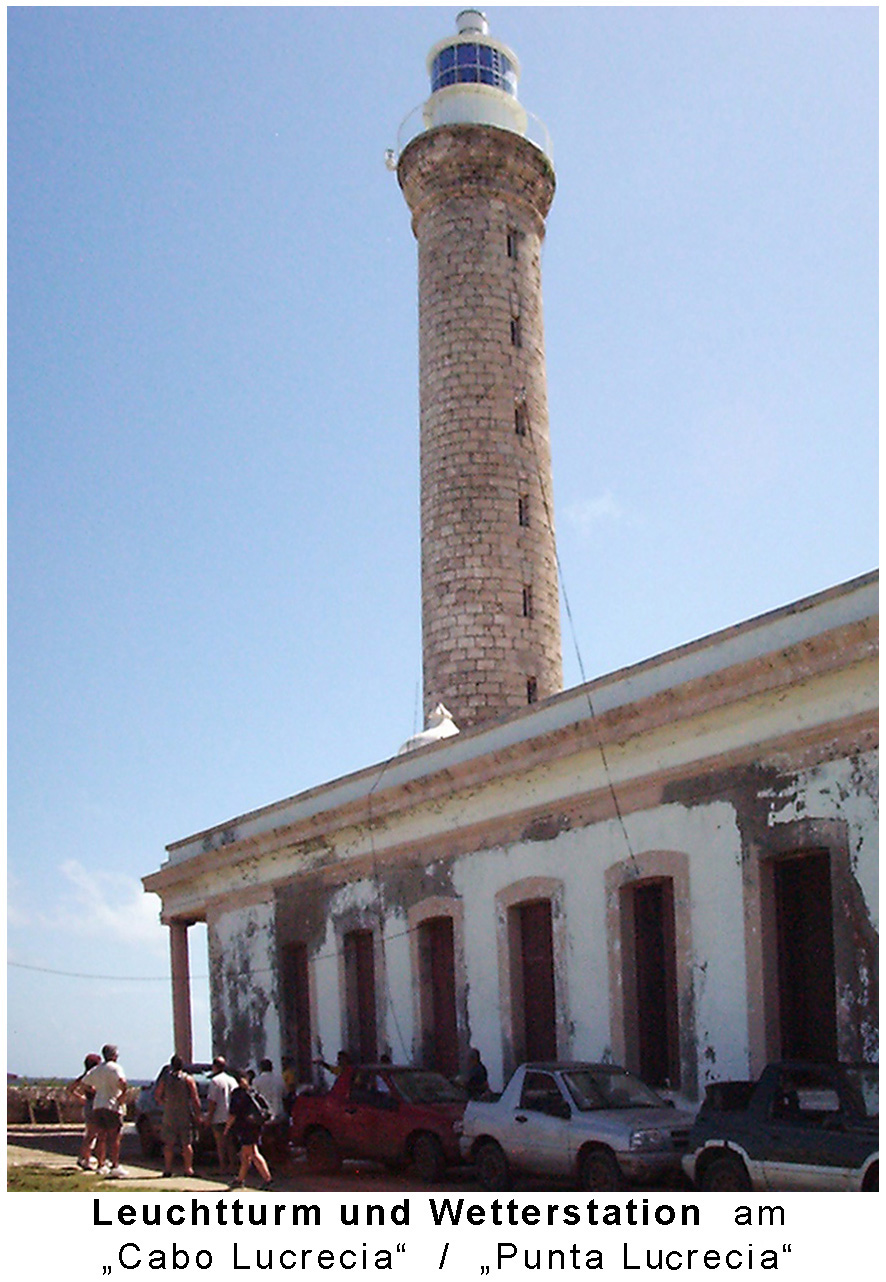
Cabo Lucrecia

- Phare de Cabo Lucrecia (phare Serrano)
- Phare de Playa Caracolillo
- Phare de Punta Mayari

## Province de Guantánamo
- Phare de Baracoa
- Phare de Punta Maisi
- Phare de Punta Caleta

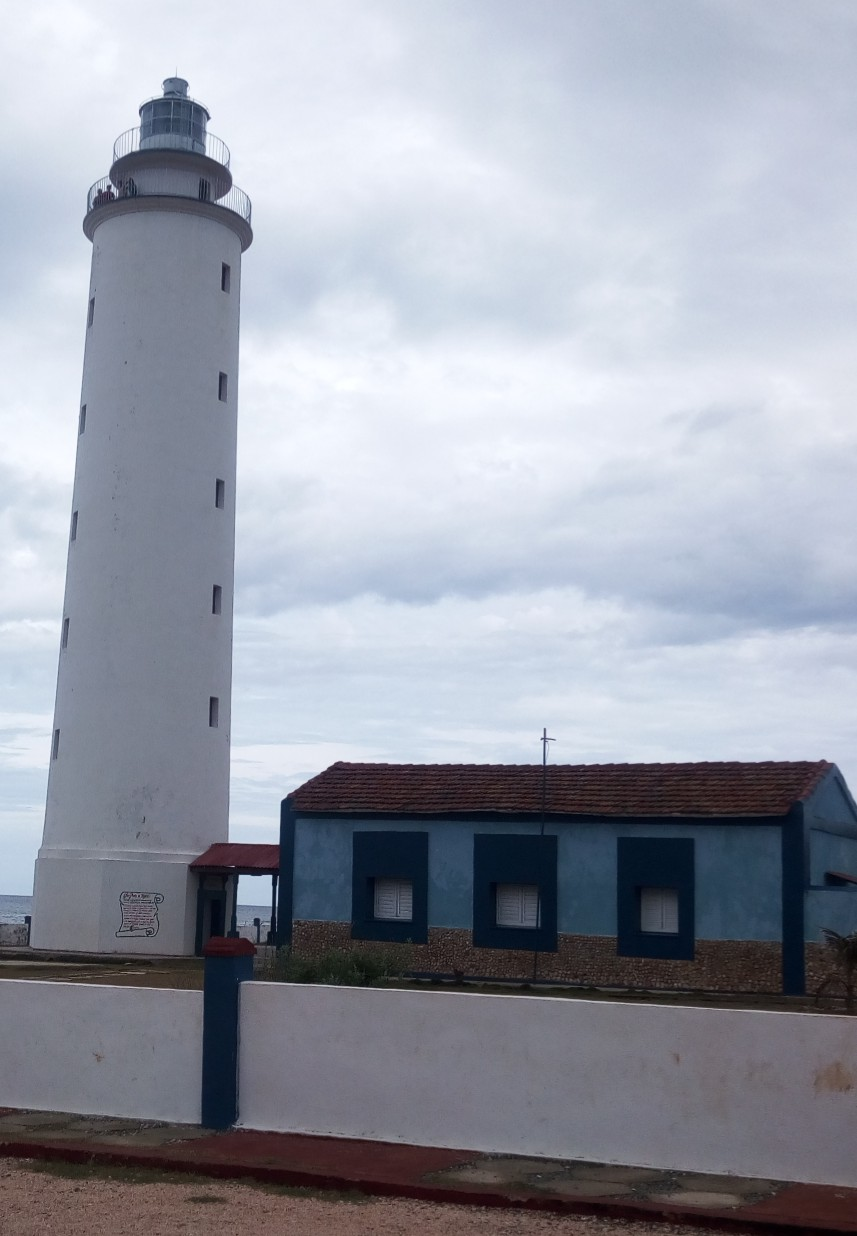
Punta Maisi

- Base navale de la baie de Guantánamo :
  - Phare de Windward Point (Inactif)

## Province de Santiago de Cuba
- Phare de Morro Santiago de Cuba
- Phare de Aserradero

## Province de Granma
- Phare du cap Cruz
- Phare de Cayo Perla